# Funaria rhomboidea
Funaria rhomboidea är en bladmossart som beskrevs av J. Shaw 1878. Funaria rhomboidea ingår i släktet spåmossor, och familjen Funariaceae. Inga underarter finns listade i Catalogue of Life.